# Hörnefors församling
Hörnefors församling är en församling inom Svenska kyrkan i Södra Västerbottens kontrakt av Luleå stift i nordöstra Ångermanland och södra Västerbotten, Umeå kommun, Västerbottens län.
Församlingen utgör ett eget pastorat.

## Administrativ historik
Församlingen bildades 1 maj 1913 genom att bruksorten Hörnefors och några angränsande byar (bland andra Bjenberg, Häggnäs, Stugunäs, Nyland, Åheden, Sörmjöle och Norrmjöle) bröts ut ur Umeå landsförsamling och byarna Sörbyn, Norrbyn, Håknäs och Ängersjö bröts ut ur Nordmalings församling. Församlingen har därefter utgjort ett eget pastorat.

## Kyrkor
- Hörnefors kyrka
- Hörnefors brukskyrka